# Warcraft III: The Frozen Throne
Warcraft III: The Frozen Throne je strategická počítačová hra společnosti Blizzard Entertainment vydaná 1. července 2003 (v USA). Jde o oficiální datadisk ke hře Warcraft III: Reign of Chaos, jejíž instalace je vyžadována ke spuštění datadisku. Oproti původní hře obsahuje řadu vylepšení.

## Hratelnost
Oproti samotnému třetímu dílu datadisk příliš mnoho zásadních změn nepřinesl. Přibyly dva nové národy, Draenei, se kterými se hráč setká ve volných hrách jen vzácně a v kampani se mihnou ve dvou misích. Druhý nový národ, Nagové, vodní hadi, jsou vlastně přeměnění noční elfové. Mají sice malé množství jednotek a budov, tento nedostatek však vyvažují silou a odolností svých jednotek. Často se objevují ve všech kampaních, ať už jsou ovládáni uživatelem, jsou spojenci nebo nepřáteli. Každému národu přibyly nové jednotky, budovy a jeden nový hrdina. Alianci přibyl krvavý kouzelník, nemrtvým pán podzemí, orkům stínový lovec a nočním elfům dozorkyně. Draenai mají Akamu, mudrce, a Nagové mají Lady Vashj, zručnou lučištnici a kouzelnici. Navíc přibyli neutrální hrdinové. Rexxar, pán zvířat, se objevuje jako hlavní postava v bonusové kampani, a Sylvanas Windrunner, temná střelkyně, která bývala elfskou hraničářkou, se objevuje v kampani za nemrtvé (ve třetím díle byla při útoku nemrtvých na Quel’Thalas, elfí říši, zabita princem Arthasem a stala se nemrtvou).

## Děj
Děj datadisku Frozen Throne začíná kampaní za noční elfy, ve které dozorkyně Maiev Shadowsong hledá uprchlého Illidana Stromrage, kterého v předchozím dějství pustila z vězení kněžka Tyrande, když potřebovala pomoc proti Plamenné legii. Illidan získal nové stoupence, rasu Nagů, a spojil se s jejich vůdkyní Lady Vashj. Maiev se zavázala, že Illidana polapí za každou cenu. Maiev je nakonec nucena požádat o pomoc kněžku Tyrande a druida Malfuriona Stormrage (Illidanova bratra). Illidana nakonec konfrontují v troskách kouzelnického města Dalaranu a ten jim prozradí, že jeho cílem je zničit Ledový trůn, ve kterém je uvězněn král lichů. V trůnu se mu také podařilo magicky udělat trhlinu, než byl přerušen. Illidan nakonec mizí v portálu, kam se za ním vydá i Maiev.
Druhou kampaň začíná hráč ve službách otřesené Aliance, ze které však brzy zběhne. Elfí princ a čaroděj Kael čelí úkladům vůdce Aliance jménem Garithos, který jeho lid nenávidí, a také vidí, že Aliance nemá dost sil, aby pomstila jeho lid – krvavé elfy. Jejich značnou část totiž nedávno povraždil rytíř smrti Arthas a jeho armáda. Kontaktuje ho Lady Vashj, díky níž se elf zaváže věrností Illidanovi. Ten se nyní nachází v původním zničeném světě orků. Kael a Vashj ho musejí osvobodit ze zajetí Maiev a pomoci mu stát se pánem tohoto poničeného světa. Illidanovi je však Plamennou legií připomenut jeho závazek – zničit Ledový trůn. Jinak bude čelit tvrdým následkům.
Ve třetí kampani se na scénu vrací princ – nyní už samozvaný král Lordareonu – Arthas. Ten se v Lordareonu snaží zničit zbytky lidí, kteří tu ještě zůstali. Démoničtí Pánové děsu si však na tuto rozvrácenou zemi také dělají nárok. Spojence získají v Sylvanas Windrunner, kterou již neovládá slábnoucí hlas krále lichů a chce dát průchod své nenávisti k Arthasovi, který ji osobně zabil a udělal z ní nemrtvou. Arthas mezitím slábne, protože kvůli trhlině ve svém trůně (způsobené Illidanovými kouzly) ztrácí moc i král lichů. Ten Arthase povolává k sobě, jelikož se k němu blíží nepřátelé. Arthas nakonec musí uprchnout před hněvem Pánů děsu i odplatou Sylvanas do Northrendu. Sylvanas využije nově získanou svobodu, porazí Pány děsu a jednoho z nich si podmaní. Stane se vůdkyní Opuštěných – nemrtvých bytostí s vlastní vůlí, které již nejsou součástí Pohromy, kterou ovládá král lichů. Arthas mezitím společně s králem Lichů slábne na severu čelí elfímu princi Kaelovi a Illidanovi. Všemožné překážky překoná a dostává se až k trůnní místnosti, (při čemž porazí Illidana), aby naplnil svůj temný osud. V hlavě mu znějí hlasy osob z jeho minulosti připomínající mu jeho hříchy a zrady, ale Arthas je k nim hluchý. Roztříští ledové vězení, ve kterém je uvězněn král lichů, duch krutého orckého šamana Ner'zhula, a splyne s ním ve své mysli v jedno.
V bonusové kampani se hráč setkává s Rexxarem, pánem šelem. Ten se stává součástí Hordy a přítelem Thralla. Hordě pomáhá porazit admirála Proudmoora, který se snaží nově založené království orků Durotar zničit dříve, než začne pro lidi představovat vážnější hrozbu.